# Michał Rutkowski (ekonomista)
Michał Rutkowski (ur. 20 października 1959 w Warszawie) – polski ekonomista.

## Życiorys
Absolwent Liceum im. Jana Zamoyskiego w Warszawie (1978), absolwent Szkoły Głównej Handlowej (magister 1982, doktor nauk ekonomicznych 1987), studia podyplomowe w London School of Economics (1989–1990) i Harvard Business School (1999).
Od 2023 roku Dyrektor od edukacji, zdrowia i zabezpieczenia społecznego w regionie Europy i Azji Środkowej Banku Światowego. Przedtem Dyrektor Naczelny Globalnej Praktyki Zabezpieczenia Społecznego i Pracy  w Banku Światowym  w Waszyngtonie. Przedtem (2016-2023) oraz Dyrektor odpowiadający za Organizacje Międzynarodowe (2015-16). Były Dyrektor ds. Rosji i stały przedstawiciel Banku Światowego w Moskwie (2012-2015), były dyrektor ds. polityki społecznej w regionie Azji Południowej Banku Światowego odpowiadający m.in. za wsparcie Banku Światowego dla systemów edukacji, zdrowia i zabezpieczenia społecznego w Indiach, Pakistanie, Bangladeszu, Afganistanie, Sri Lance, Nepalu, Bhutanie i Malediwach (2008-2012). Najwyższy rangą polski urzędnik w centrali Banku Światowego w Waszyngtonie. Współautor reformy systemu emerytalnego w Polsce, pierwszy dyrektor biura pełnomocnika rządu do spraw reformy systemu zabezpieczenia społecznego w Polsce (1996–1997).
Przed rozpoczęciem pracy w Banku Światowym w 1990 roku Rutkowski był adiunktem w Katedrze Polityki Gospodarczej Szkoły Głównej Handlowej. Prowadził też badania naukowe nad ekonomią pracy, makroekonomią, edukacją, wzrostem i produktywnością w Centre for Labour Economics i Centre for Economic Performance w London School of Economics w Londynie. Jako członek sekretariatu Konsultacyjnej Rady Gospodarczej zajmował się też wczesnymi analizami i doradztwem w zakresie transformacji społeczno-gospodarczej w Polsce i jej konsekwencji dla rynku pracy, zatrudnienia i zabezpieczenia społecznego. Realizował też swoje interdyscyplinarne zainteresowania jako członek założyciel i przewodniczący Koła Młodych przy Polskim Towarzystwie Współpracy z Klubem Rzymskim i aktywny uczestnik działań Brytyjskiego Oddziału Klubu Rzymskiego.
Po rozpoczęciu pracy w Banku Światowym w Waszyngtonie w końcu 1990 roku Rutkowski zajmował się początkowo problemami finansów publicznych w Tanzanii i społecznych konsekwencji masowych migracji wewnętrznych w Chinach. Od 1992 roku skoncentrował się jednak nad transformacją społeczno-gospodarczą Europy Środkowo-Wschodniej a w szczególności jej konsekwencjami dla funkcjonowania rynku pracy i zabezpieczenia społecznego. Był ściśle związany z wczesnymi wysiłkami reformatorskimi w dziedzinie reform emerytalnych w krajach bałtyckich, Ukrainie i Bułgarii, a także z reformą systemu federalizmu fiskalnego w Rosji.
W 1996 roku Rutkowski wziął urlop w Banku Światowym i powrócił do Warszawy aby objąć przywództwo grupy reformatorów (m.in. Marek Góra, Wojciech Misiąg, Aleksandra Wiktorow, Andrzej Bratkowski, Agnieszka Chłoń-Domińczak, Krzysztof Pater, Ryszard Petru) przygotowującej nowatorską reformę systemu emerytalnego w Polsce, zakładającą m.in. odejście od tradycyjnego repartycyjnego systemu zdefiniowanego świadczenia na rzecz nowoczesnego i długookresowo stabilnego systemu zdefiniowanej składki z istotnym filarem kapitałowym obsługiwanym przez prywatne fundusze emerytalne. Z poparciem ówczesnych pełnomocników rządu ds. reformy zabezpieczenia społecznego, Andrzeja Bączkowskiego i Jerzego Hausnera oraz ministrów finansów Grzegorza Kołodko i Marka Belki pierwsza część pakietu reform została przegłosowana przez Parlament RP w 1997 roku, a druga część w 1998 roku (z Ewą Lewicką jako pełnomocnikiem, Leszkiem Balcerowiczem jako ministrem finansów i Markiem Górą jaką następcą Rutkowskiego na stanowisku dyrektora biura pełnomocnika rządu ds. reformy zabezpieczenia społecznego), otwierając drogę do wprowadzenia nowego systemu emerytalnego w Polsce z dniem 1 stycznia 1999 roku.
Po powrocie do Banku Światowego w latach 1998–2004 Rutkowski kierował wydziałem Banku Światowego zajmującym się pomocą w zakresie reform ubezpieczeń społecznych, rynku pracy i pomocy społecznej w krajach Europy Środkowo-Wschodniej, byłego Związku Radzieckiego i Turcji. To w tym czasie i często w bliskiej współpracy z Bankiem Światowym szereg krajów Europy Środkowo-Wschodniej wprowadziło nowatorskie reformy systemów ubezpieczeń społecznych, m.in. Łotwa, Estonia, Słowacja, Chorwacja, Rumunia, Bułgaria i Turcja, a także Rosja, Kazachstan i częściowo Ukraina.
W latach 2004–2008 Rutkowski był dyrektorem ds. polityki społecznej w regionie Bliskiego Wschodu i Afryki Północnej w Banku Światowym. Prace jego zespołu koncentrowały się na reformach systemu edukacji i zatrudnienia, wzmocnieniu systemu ochrony zdrowia i rozszerzeniu zasięgu systemów zabezpieczenia społecznego w jednym z najbardziej narażonym na konflikt zbrojny rejonie świata (obejmującym m.in. Irak, Iran, Jemen i Palestynę).
Rutkowski jest autorem wielu publikacji w dziedzinie rynku pracy i zabezpieczenia społecznego. M.in. jest współautorem pierwszej kompleksowej analizy dostosowań na rynku pracy w okresie transformacji (Labor Markets: Wages and Employment, z R. Jackman, [W:] Labor Markets and Social Policy in Central and Eastern Europe: The Transition and Beyond, Nicholas Barr (red.), Oxford University Press 1994). Pisał i współredagował Raport o Rozwoju Świata 1995 (World Development Report) skoncentrowany na zagadnieniach rynku pracy. Jest współredaktorem tomu o reformach emerytalnych w Europie (Pension Reform in Europe: Progress and Process, z R. Holzmannem i M. Orensteinem (red.), Bank Światowy 2003) i współautorem studium o reformach emerytalnych w Europie Środkowo-Wschodniej (Pensions, z Nicholas Barr. [W:] Labor Market and Social Policy in Central and Eastern Europe: the Accession and Beyond, pod redakcją Nicholasa Barra, Bank Światowy 2005). Jego obecne zainteresowania w dziedzinie reform polityki publicznej koncentrują się na zasięgu systemów zabezpieczenia społecznego, ekonomii politycznej reform społecznych i zarządzania zmianą. 
Rutkowski jest synem Jerzego Rutkowskiego (1914–1989), „Michała Kmity”, żołnierza ZWZ i Armii Krajowej i szefa Tajnych Wojskowych Zakładów Wydawniczych w okresie okupacji i powstania warszawskiego.